# Yallourn North
Yallourn North – miasto w Australii, w stanie Wiktoria.